# Muerte de Katrien De Cuyper
Katrien De Cuyper (Schoten, Región Flamenca; 29 de abril de 1976 - Amberes, Región Flamenca; 17 de diciembre de 1991) era una joven belga que desapareció en diciembre de 1991, a los 15 años, en la zona de Amberes. Su cuerpo fue descubierto seis meses después en las inmediaciones del puerto de Amberes. En 2006, un hombre de 35 años de Kessel, que había escrito a una revista diciendo que estaba con ella la noche de su desaparición, fue detenido y acusado de su secuestro y asesinato; fue puesto en libertad cuatro meses después por falta de pruebas. El caso sigue sin resolverse.

## Desaparición y hallazgo del cadáver
El martes 17 de diciembre de 1991, Katrien De Cuyper, una chica de quince años de Brasschaat, fue a visitar a una amiga a la calle Lange Lobroekstraat de Amberes. Después de la visita, su amiga se quedó y la dejó caminar sola hasta la parada del autobús, ya que estaba lloviendo. De Cuyper telefoneó a sus padres a las 21:30 horas para decirles que cogería el autobús para volver a casa. Perdió el autobús y fue vista por última vez a las 22:45 horas en el café Les Routiers de la calle IJzerlaan, donde llamó por teléfono a un desconocido. El 19 de junio de 1992, su cuerpo desnudo y enterrado fue descubierto durante unos trabajos en el puerto de Amberes. La investigación demostró que había sido estrangulada.

## Investigación

### Cartas aBliky confesión de Regina Louf
Un mes después del hallazgo del cadáver, el semanario Blik recibió una carta de un remitente anónimo en la que afirmaba haberla llevado en coche tras perder el autobús la noche de su desaparición. En octubre de 1997, Blik recibió otra carta del mismo remitente, al igual que los padres de De Cuyper un mes después. En febrero de 1997, Regina Louf (también conocida en Bélgica como «Testigo X1») escribió una carta a la policía en la que confesaba haber matado a De Cuyper. Louf dijo que De Cuyper había estado retenida en un castillo al norte de Amberes en el que los niños eran violados, torturados y asesinados por lo que Louf describió como una «red de pedófilos», y que le habían ordenado matar a la adolescente durante una orgía. No se encontraron pruebas concretas que respaldaran el testimonio de Louf.

### Detención de Karl V.R.
En agosto de 2006, un hombre de 35 años de Kessel (dentro del municipio de Nijlen) identificado como Karl V.R., que había sido detenido por acoso, fue acusado del secuestro y asesinato de De Cuyper. La policía registró su casa y encontró pornografía infantil en su ordenador y una caja que contenía recortes de periódicos con artículos sobre la desaparición y asesinato de De Cuyper y copias de las cartas enviadas a Blik y a sus padres en 1992. Además, se había encontrado ADN de V.R. en el sello del sobre de una de las cartas. En marzo de 2002, su hermano había sido condenado a cadena perpetua por el asesinato del nuevo novio de su exnovia. V.R. admitió haber escrito las cartas, pero afirmó que eran falsas y que sólo las escribió para hacerse publicidad. En septiembre de 2006, se exhumaron los restos de De Cuyper para realizar más pruebas.
El 19 de diciembre de 2006, V.R. fue puesto en libertad, ya que la investigación no había encontrado más pruebas contra él que las cartas. En 2007, fue condenado a seis meses de prisión por posesión de pornografía infantil.